# 크로아티아 독립국
크로아티아 독립국(크로아티아어: Nezavisna Država Hrvatska, NDH 네자비스나 드르자바 흐르바츠카)는 2차 세계대전 당시 추축국이 점령한 유고슬라비아 일부 지방에 나치 독일 이 세운 괴뢰국였다.
크로아티아 독립국은 추축국이 유고슬라비아 왕국을 공격한 뒤, 1941년 4월 10일에 설치되었다. 이 나라는 1941년 5월 19일의 로마 협정에 따라 이탈리아의 보호령이며, 토미슬라브 2세 (이탈리아 태생의 왕족인 아이모네 디 사보이 공작)를 국왕으로 모시는 군주국으로, 1943년 9월 8일에 이탈리아가 항복할 때까지 계속되었으나, 정부의 실권은 나치인 우스타샤와 지도자 안테 파벨리치가 쥐고 있었다. 크로아티아 독립국은 독일과 이탈리아의 공동 주권 영토였으며, 이탈리아는 이탈리아군이 통제하는 지역에서만 상당한 영향력을 행사하였다. 또한 이탈리아의 '우리 바다' (마레 노스트룸)라는 국토 회복주의의 일환으로 중부 달마티아는 이탈리아령으로 귀속되었다. 이후 1943년에 이탈리아의 지도자인 베니토 무솔리니가 실각하면서 이탈리아의 영향력은 종식되었다.
2차 세계대전 당시에 점령된 유고슬라비아의 크로아티아와 보스니아 지역에 세워진 크로아티아 독립국은 우스타샤 정권과 크로아티아계 가톨릭 세력이 1941년부터 1945년까지 크로아티아와 보스니아에 살던 세르브인 750,000명에 대한 박해를 자행했다.